# Convenzione sui diritti umani e la biomedicina
La convenzione sui diritti umani e la biomedicina o convenzione di Oviedo è il primo trattato internazionale sulla bioetica, firmato ad Oviedo il 4 aprile 1997. La convenzione è stata redatta in inglese e francese.

## Storia
L'idea di redigere un accordo internazionale per regolare questa materia è stata del Consiglio d'Europa. Per attuare ciò fu costituita una commissione scientifica di esperti nella materia. Alla convenzione sono stati aggiunti tre protocolli: il primo, adottato a Parigi il 12 gennaio 1998, vieta la clonazione umana; il secondo, adottato a Strasburgo il 4 dicembre 2001 ha per oggetto l'adozione di regole per il trapianto di organi e tessuti tra umani; l'ultimo, sottoscritto sempre a Strasburgo il 25 gennaio 2005, tratta il caso della ricerca biomedica. La convenzione è stata sottoscritta da tutti i paesi dell'Unione europea ad eccezione di Austria, Germania, Belgio e Malta. La scelta di non aderire a tale accordo è stata presa anche dalla Russia, dal Regno Unito e dai microstati d'Europa.

### Procedimento di ratifica
Il trattato è entrato in vigore il 1º dicembre 1999 a seguito della ratifica dei primi cinque stati. I primi stati a ratificare la convenzione sono stati, nel 1998, la Grecia, la Slovacchia e la Slovenia. In Svizzera la convenzione è entrata in vigore il 1º novembre 2008. L'Italia ha autorizzato la ratifica con la legge 28 marzo 2001, n. 145, ma non ha mai depositato il relativo strumento. Tuttavia i contenuti della Convenzione di Oviedo si applicano in Italia come accertato dalla Corte di Cassazione con la storica sentenza n. 21748 del 16 ottobre 2007 sul caso Englaro.

## Contenuti

### Consenso informato
“Art. 5 Regola generale
Un intervento nel campo della salute non può essere effettuato se non dopo che la persona interessata abbia dato consenso libero e informato. Questa persona riceve innanzitutto una informazione adeguata sullo scopo e sulla natura dell’intervento e sulle sue conseguenze e i suoi rischi. La persona interessata può, in qualsiasi momento, liberamente ritirare il proprio consenso.”